# Ербій
Ербій — хімічний  елемент  ІІІ  групи, лантаноїд, символ Er, атомний
номер 68, атомна  маса 167.26, електронна конфігурація [Xe]4f126s2; період 6, f-блок(лантаноїд). У більшості сполук перебуває в ступені окиснення +3 (типово для лантаноїдів). 
Проста речовина — ербій. 
Метал, т. пл. 1529 °С, т. кип. 2863 °С, густина 9,07 г·см–3.

## Походження назви
Поряд з трьома іншими хімічними елементами (тербієм, ітербієм, ітрієм) отримав назву на честь села Ітербю, яке розташоване на острові Ресаре, що входить в Стокгольмський архіпелаг.

### Фізичні Властивості

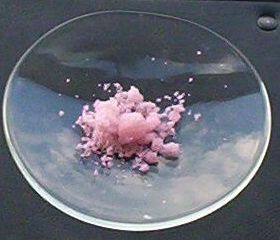
Ербію (III) хлорид під сонячним світлом, флуоресціює рожевим як і інші сполуки, що містять Er^{+3} під дією природного ультрафіолету.

Ербій тривалентний елемент, чистий метал ковкий та тягучий, м'який та доволі стійкий на повітрі, та окиснюється не так швидко як деякі інші лантаноїди. Його солі забарвлені в рожеві тони, і мають характерний спектр поглинання з гострими піками у видимому діапазоні, ультрафіолеті, та ближньому ІЧ. В іншому цей елемент є типовим рідкісноземельним елементом. Його сесквіоксид також називається ербія. Властивості металічного ербію дуже сильно залежать від кількості домішок. Ербій не відіграє будь-якої відомої біологічної ролі, але є думка, що він посилює метаболізм.
Ербій є феромагнетиком нижче 19 K, антиферомагнетиком між 19 та 80 K та парамагнетиком вище 80 K.
Ербій здатний формувати кластери Er3N, відстань між атомами ербію 0,35 нм. Ці кластери можуть бути інкапсульовані в молекулі фулерену, що підтверджено ТЕМ.

### Хімічні властивості
Металічний ербій повільно вкривається оксидною плівкою ербію (III) оксиду та втрачає блиск:
4 Er + 3 O2 → 2 Er2O3
Ербій є типовим електропозитивним елементом та реагує повільно із холодною водою та швидше із гарячою, з утворенням гідроксиду ербію:
2 Er (s) + 6 H2O (l) → 2 Er(OH)3 (aq) + 3 H2 (g)
Також він реагує із усіма галогенами:
2 Er (s) + 3 F2 (g) → 2 ErF3 (s) [pink]
2 Er (s) + 3 Cl2 (g) → 2 ErCl3 (s) [violet]
2 Er (s) + 3 Br2 (g) → 2 ErBr3 (s) [violet]
2 Er (s) + 3 I2 (g) → 2 ErI3 (s) [violet]
Металічний ербій легко розчиняється у розведеній сірчаній кислоті утворюючи розчин, що містить гідратовані іони Er(III), що існують у вигляди гідратованого комплексу [Er(OH2)9]3+:
2 Er (s) + 3H2SO4 (aq) → 2 Er3+ (aq) + 3 SO2-
4(aq) + 3H2(g)

### Ізотопи
Природний ербій складається із 6 стабільних ізотопів, Er-162, Er-164, Er-166, Er-167, Er-168, та Er-170 з Er-166 що є найпоширенішими (33,503% природного ербію). 29 радіоізотопів є описаними, найбільш стабільний з яких  169Er з періодом напіврозпаду 9,4 діб, Er-172 з періодом напіврозпаду 49,3 годин, Er-160 з періодом напіврозпаду 28,58 годин, Er-165 з періодом напіврозпаду 10,36 годин, та Er-171 з періодом напіврозпаду 7,516 годин. Всі інші радіоактивні ізотопи мають період напіврозпаду менше ніж 3,5 годин, та багато з них з періодом напіврозпаду менше 4 хвилин. Цей елемент має також 13 ядерних ізомерів, з найбільш стабільним Er-167m з періодом напіврозпаду 2,269 с.
Ізотопи ербію лежать у діапазоні атомних мас від 142,9663 (для Er-143) до 176,9541 (для Er-177).

## Історія
Ербій (від Іттербю, селища у Швеції) був відкритий Карлом Густавом Мозандером у 1843. Мозандер розділив землю "іттрія" з мінералу гадолініту на три фракції які він назвав іттрія, ербія, та тербія. Однак ще довго припускалось що йшлося про суміш оксидів ербію, скандію, гольмію, тулію та ітербію. Він назвав елемент із-зі того що біля селища Іттербі було знайдено великі кількості мінералів іттрію та ербію. Ербія та тербія, в той час були дещо переплутані. Після 1860 р. тербію було перейменовано в ербію. та після 1877 землю відому як ербія, було перейменовано знов в тербію. Достатньо чистий Er2O3 був незалежно ізольований в 1905 Жоржем Урбеном та Чарльзом Джеймсом. Адекватно чистий метал був отриманий лише у 1934 коли Клемм та Боммер відновили безводний хлорид за допомогою калію . І тільки у 1990-х роках китайський оксид ербію впав у ціні, та став використовуватися як барвник для скла.

## Розповсюдженність

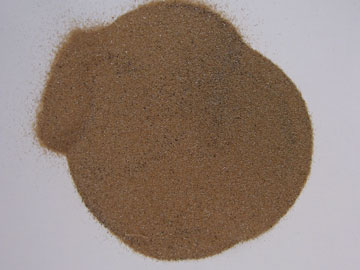
Монацитовий пісок

Концентрація ербію у земній корі приблизно 2,8 мг/кг та у морській воді 0,9 нг/л. Ці концентрації достатні для того щоб поставити ербій 45-м з розповсюдження серед елементів у земній корі, таким чином, він більш розповсюджений ніж такий елемент як наприклад свинець.
Як інші рідкісні елементи, цей ніколи не знаходиться у природі у вільному стані але міститься у монацитових пісках. Історично було дуже складно та дорого розділяти рідкісноземельні елементи, але до тих пір як з'явилася доступна іонообмінна хроматографія Розроблена у другій половині ХХ сторіччя, вона дуже суттєво вплинула на вартість багатьох рідкісноземельних елементів.
Комерційним джерелом ербію є мінерали ксенотим та евксеніт, та нещодавно, глини північного Китаю; до речі, зараз Китай є основним постачальником цього елементу. У високо-іттрієвій фракції концентрату іттрій становить 2/3 за вагою, і ербію близько 4–5%. Після розчинення концентрату у кислоті ербій забарвлює розчин у рожевий колір, той самий, якій Мозандер спостерігав досліджуючи мінерали селища Іттербю...

## Виробництво
Металічний Е. отримують металотермічним відновленням флуориду або хлориду ербію.
Молотий мінерал обробляють соляною чи сірчаною кислотою що переводять нерозчинні оксиди у хлориди чи сульфати. Кислотні фільтрати частково нейтралізують гідроксидом натрію до pH 3–4. Торій осаджується у вигляді гідратованого оксиду, та видаляється. Після цього розчин обробляють оксалатом амонію для осадження рідкісноземельних металів у вигляди нерозчинних оксалатів. Прожарюванням останніх отримують оксиди. Оксиди розчиняють у азотній кислоті щоб відділити основний компонент — церій, його оксид є нерозчинним у HNO3. Розчин обробляють нітратом магнію для осадження подвійної солі рідкісноземельних елементів. Надалі елементи розділяють іонообмінною хроматографією. У цьому процесі, іони рідкісноземельних елементів пропускаються крізь іонообмінну смолу, насичену іонами водню, амонію або міді. Рідкісноземельні елементи вимиваються послідовно комплексоутворюючими агентами. Металічний ербій отримують із оксиду чи солей шляхом нагрівання з кальцієм за 1450 °C в атмосфері аргону.

## Застосування
Застосовується при виробництві сортового забарвленого скла, а також скла, яке поглинає інфрачервоні промені.
Повсякденне використання ербію змінюється. Наприклад, він використовується для виробництва скляних фотографічних фільтрів, також він використовується у металургії.
Інші використання:
- Використовується у ядерній промисловості.[1][10]
- Доданий до ванадію утворює сплав, з пониженою твердістю та більш технологічний.[11]
- Оксид ербію має рожевий колір, та використовується для забарвлювання скла, цирконів та порцеляни. Скло використовується у сонячних окулярах та ювелірній промисловості.[11]
- Доповані ербієм оптичні скляні волокна є активним елементом в ербієвих оптичних помножувачах (EDFAs), що широко використовуються у оптичних засобах зв'язку.[12] Деякі волокна використовуються у створенні волоконних лазерах. Ко-доповані Er та Yb оптичні волокна використовуються у створенні високоенергетичних Er/Yb волоконних лазерах, що є альтернативою CO2-лазерам для металообробки.[1]
- Сплав ербій-нікель Er3Ni має цікаві магніто-термічні властивості та використовується у кріокулерах; суміш 65 % Er3Co та 35% Er0,9Yb0,1Ni за об'ємом демонструє дуже високу питому теплоємність[13][14]
- Багато медичних зостосувань (наприклад, дерматологія, стоматологія) використовують випромінення 2940 нм іонів ербію (див. Er:YAG лазер), що сильно поглинається водою (коефіцієнт абсорбції близько 12000/см).

## Попередження
Як інші лантаноїди, сполуки ербію мають низку токсичність, хоча їхня токсичність не досліджувалася детально. Металічний ербій у вигляді пилу може утворювати з повітрям вибухонебезпечні суміші.

## Для подальшого читання
- Guide to the Elements – Revised Edition, Albert Stwertka, (Oxford University Press; 1998) ISBN 0-19-508083-1